# Aborcja prawna
Aborcja prawna, znana również jako aborcja finansowa, a także jako prawo do aborcji dla mężczyzn (ang. paper abortion) – proponowana zdolność biologicznego ojca, przed urodzeniem dziecka, do rezygnacji z wszelkich praw, przywilejów i obowiązków wobec dziecka, w tym z pomocy finansowej. W ten sposób, przed urodzeniem dziecka, mężczyzna byłby w stanie zrzec się zarówno przywilejów, jak i wymogów ojcostwa.

## Opis
W artykule z 1996 roku pt. „Abortion and Fathers’ Rights”, filozof Steven Hales wysunął argument, który zakłada następujące stwierdzenia:
- kobiety mają absolutne prawo do aborcji na żądanie;
- mężczyźni i kobiety mają równe prawa moralne i obowiązki oraz że powinni mieć równe prawa i obowiązki prawne;
- rodzice mają moralny obowiązek wspierania swoich dzieci po ich urodzeniu, a prawny obowiązek wspierania powinien nadzorować ten moralny obowiązek[11].

Hales stwierdził, że połączenie tych trzech zasad jest na pierwszy rzut oka niespójne i że ta niespójność powinna zostać wyeliminowana poprzez uznanie po pierwsze, że mężczyźni nie mają absolutnego obowiązku zapewnienia materialnego wsparcia swoim dzieciom, a po drugie poprzez przyznanie, że ojcowie mają prawo do odmowy.
Laurie Shrage, profesor filozofii oraz studiów kobiecych i genderowych, zastanawia się, czy mężczyzn należy karać za aktywność seksualną i stawia ten temat w perspektywie feministek, które musiały walczyć z tą samą ideą z odmiennym portretem płci, a mianowicie, że zgoda na stosunek płciowy nie jest tym samym, co zgoda na rodzicielstwo. Co więcej, według profesor Shrage, zarówno mężczyźni, jak i dzieci są karani; dzieci muszą żyć z nieobecnym ojcem, który nigdy dobrowolnie nie został rodzicem.

Jeśli częściowa odpowiedzialność kobiet za ciążę nie zobowiązuje ich do utrzymania płodu, to częściowa odpowiedzialność mężczyzn za ciążę nie zobowiązuje ich do utrzymania powstającego dziecka.

Według Brake mężczyźni powinni być odpowiedzialni za pomoc w pokryciu kosztów leczenia i innych kosztów ciąży, za które są częściowo odpowiedzialni.

## Prawo

### Dania
Koncepcja aborcji prawnej została po raz pierwszy wprowadzona w Danii w 2000 roku przez socjoekonomistę Henrika Platza. Powiedział on, że z egalitarnego punktu widzenia konieczne jest zapewnienie kobietom i mężczyznom równych praw. Według sondażu Gallupa z 2014 roku i wcześniejszych sondaży, od 40% do 70% Duńczyków zgadza się na legalizację aborcji prawnej.
Socjolog Karen Sjørup, która prowadziła badania na ten temat, stwierdziła, że dałoby to kobietom więcej swobody, pozwalając tym, które chcą zostać matkami, bez konieczności dzielenia się z mężczyznami prawami i obowiązkami rodzicielstwa, na dodatkowy sposób. Zasugerowała ona również, że mogłoby to obniżyć wskaźnik aborcji, ponieważ uniemożliwiłoby mężczyznom, którzy chcieliby uniknąć ojcostwa, wywieranie presji na kobiety w celu dokonania aborcji.
Zwolennicy argumentują, że tak jak kobiety mogą wybrać, czy chcą mieć dziecko, czy nie, tak samo mężczyźni powinni mieć możliwość wyboru, czy chcą przyjąć na siebie rolę ojca, czy nie. Umożliwienie mężczyznom zrzeczenia się ekonomicznej, społecznej i prawnej odpowiedzialności za nienarodzone dziecko w ciągu pierwszych trzech miesięcy ciąży dałoby mężczyznom i kobietom szanse jak najbardziej zbliżone do równych.

### Szwecja
W 2016 r. regionalny oddział Szwedzkiej Liberalnej Partii Młodzieży postanowił wesprzeć prawną aborcję dla mężczyzn do 18. tygodnia ciąży, czyli terminu, do którego kobieta może dokonać aborcji. Propozycja zyskała poparcie wśród niektórych komentatorów, ale nie przez skrzydło rodziców partii LYP.